# Friedrich Herlin

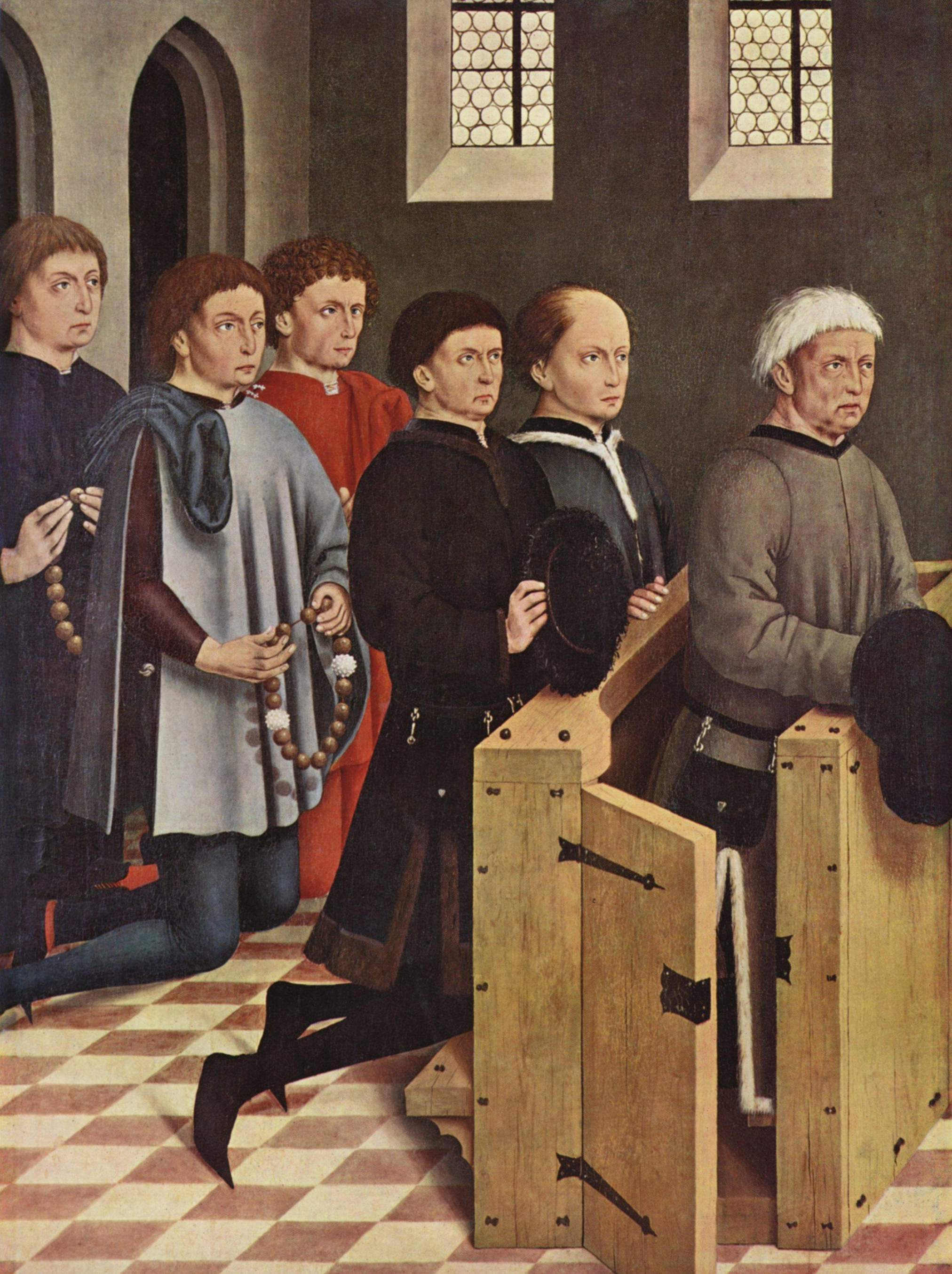
Detalj från högaltaret i Georgskyrkan i Nördlingen.

Friedrich Herlin, död 1499 i Nördlingen, varifrån han antas härstamma, var en tysk målare. 
Herlin stod under inflytande av nederländska mästare, som Rogier van der Weyden och Hans Memling, och var verksam i Nördlingen, i Ulm och Rothenburg ob der Tauber. Hans äldsta arbete är flyglarna till ett altarskåp i Georgskyrkan i Nördlingen
(1462). Andra verk finns i stadskyrkan i Nördlingen, i Jakobskyrkan i Rothenburg, S:t Georg i Dinkelsbühl och S:t Blasius i Bopfingen.